# Plébiscite magazine Piłka Nożna

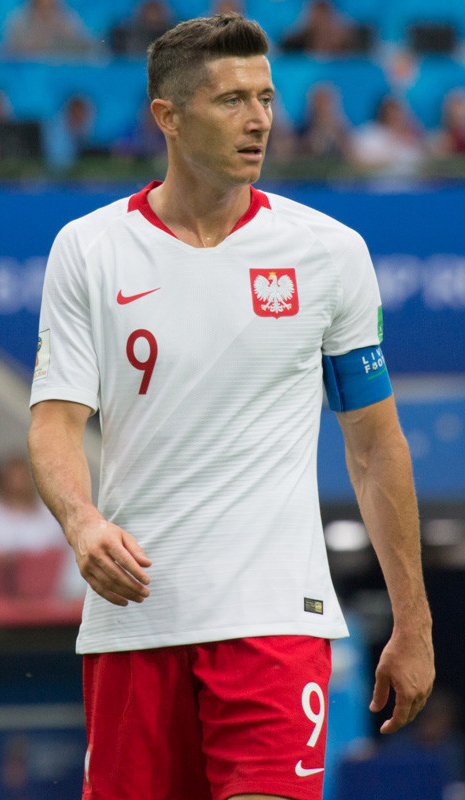
Robert Lewandowski

Le titre de footballeur polonais de l'année est attribué en Pologne depuis 1973, par le journal national Piłka Nożna. Le premier joueur à être sacré fut Kazimierz Deyna, alors milieu de terrain du Legia Varsovie. En 1982, Zbigniew Boniek est devenu le premier footballeur polonais évoluant dans un club étranger à recevoir cette distinction.
En 2007, Euzebiusz Smolarek, fils du double détenteur en titre (1984 et 1986) Włodzimierz Smolarek, a inscrit son nom dans l'histoire de ce trophée en devenant le seul joueur à obtenir ce titre trois fois (2005, 2006 et 2007), il devient aussi le premier à gagner trois années consécutives. En 2014, Robert Lewandowski bat ce record en obtenant cette distinction pour la quatrième année consécutive.
| Année | Joueur               | Club                |
| ----- | -------------------- | ------------------- |
| 1973  | Kazimierz Deyna      | Legia Varsovie      |
| 1974  | Kazimierz Deyna      | Legia Varsovie      |
| 1975  | Zygmunt Maszczyk     | Ruch Chorzów        |
| 1976  | Henryk Kasperczak    | Stal Mielec         |
| 1977  | Grzegorz Lato        | Stal Mielec         |
| 1978  | Zbigniew Boniek      | Widzew Łódź         |
| 1979  | Wojciech Rudy        | Zagłębie Sosnowiec  |
| 1980  | Non attribué         | Non attribué        |
| 1981  | Grzegorz Lato        | KSC Lokeren         |
| 1982  | Zbigniew Boniek      | Juventus FC         |
| 1983  | Józef Młynarczyk     | Widzew Łódź         |
| 1984  | Włodzimierz Smolarek | Widzew Łódź         |
| 1985  | Dariusz Dziekanowski | Legia Varsovie      |
| 1986  | Włodzimierz Smolarek | Eintracht Francfort |
| 1987  | Andrzej Iwan         | VfL Bochum          |
| 1988  | Krzystof Warzycha    | Ruch Chorzów        |
| 1989  | Ryszard Tarasiewicz  | Neuchâtel Xamax     |
| 1990  | Jacek Ziober         | Montpellier HSC     |
| 1991  | Piotr Czachowski     | Zagłębie Lubin      |
| 1992  | Wojciech Kowalczyk   | Legia Varsovie      |
| 1993  | Marek Leśniak        | SG Wattenscheid 09  |
| 1994  | Roman Kosecki        | Atlético de Madrid  |
| 1995  | Leszek Pisz          | Legia Varsovie      |
| 1996  | Piotr Nowak          | TSV Munich 1860     |
| 1997  | Sławomir Majak       | Hansa Rostock       |
| 1998  | Mirosław Trzeciak    | Osasuna             |
| 1999  | Jacek Zieliński      | Legia Varsovie      |
| 2000  | Jerzy Dudek          | Feyenoord Rotterdam |
| 2001  | Emmanuel Olisadebe   | Panathinaïkos       |
| 2002  | Maciej Żurawski      | Wisła Cracovie      |
| 2003  | Jacek Krzynówek      | FC Nuremberg        |
| 2004  | Jacek Krzynówek      | FC Nuremberg        |
| 2005  | Euzebiusz Smolarek   | Borussia Dortmund   |
| 2006  | Euzebiusz Smolarek   | Borussia Dortmund   |
| 2007  | Euzebiusz Smolarek   | Racing de Santander |
| 2008  | Jakub Błaszczykowski | Borussia Dortmund   |
| 2009  | Mariusz Lewandowski  | Chakhtar Donetsk    |
| 2010  | Jakub Błaszczykowski | Borussia Dortmund   |
| 2011  | Robert Lewandowski   | Borussia Dortmund   |
| 2012  | Robert Lewandowski   | Borussia Dortmund   |
| 2013  | Robert Lewandowski   | Borussia Dortmund   |
| 2014  | Robert Lewandowski   | Bayern Munich       |
| 2015  | Robert Lewandowski   | Bayern Munich       |
| 2016  | Robert Lewandowski   | Bayern Munich       |
| 2017  | Robert Lewandowski   | Bayern Munich       |
| 2018  | Łukasz Fabiański     | Swansea City        |
| 2019  | Robert Lewandowski   | Bayern Munich       |
| 2020  | Robert Lewandowski   | Bayern Munich       |
| 2021  | Robert Lewandowski   | Bayern Munich       |
| 2022  | Robert Lewandowski   | FC Barcelone        |
| 2023  | Piotr Zieliński      | SSC Naples          |
| 2024  | Robert Lewandowski   | FC Barcelone        |